# Ouedia rufithorax
Genre
Synonymes
- Pelecopterna Wunderlich, 1995

Espèce
Synonymes
- Erigone rufithorax Simon, 1882

Ouedia rufithorax, unique représentant du genre Ouedia, est une espèce d'araignées aranéomorphes de la famille des Linyphiidae.

## Distribution
Cette espèce se rencontre en France, en Espagne, au Portugal, en Algérie, en Tunisie et en Italie.

## Description
Le mâle holotype mesure 1,7 mm.
Les mâles mesurent de 1,46 à 1,74 mm et les femelles de 1,90 à 1,96 mm.

## Systématique et taxinomie
Cette espèce a été décrite sous le protonyme Erigone paupera par Eugène Simon en 1882. Elle est placée dans le genre Lophocarenum par Simon en 1884, dans le genre Trichopterna par Simon en 1926 puis dans le genre Ouedia par Robert Bosmans et Ourida Kherbouche-Abrous en 1992.
Ce genre a été décrit par Bosmans et Kherbouche-Abrous en 1992 dans les Linyphiidae.
Pelecopterna est un synonyme objectif.

## Publications originales
- Eugène Simon, « Description d'espèces nouvelles du genre Erigone », Bulletin de la Société zoologique de France, vol. 6,‎ 1882, p. 233-257 (lire en ligne, consulté le 28 janvier 2024).
- Robert Bosmans et Ourida Kherbouche-Abrous, « Studies on North African Linyphiidae VI. The genera Pelecopsis Simon, Trichopterna Kulczynski and Ouedia gen. n. (Araneae: Linyphiidae) », Bulletin of the British Arachnological Society, vol. 9,‎ 1992, p. 65-85.